# Gens Cecília
La gens Cecília (en llatí gens Caecilia) va ser una gens romana, d'origen plebeu. Un membre d'aquesta gens es menciona ja al segle v aC.
El primer membre de la família que va obtenir el consolat va ser Luci Cecili Metel Denter l'any 284 aC. Durant un temps van ser una de les famílies més importants de la República. Van confeccionar un arbre genealògic que els feia descendents de Cècul fundador mític de Praeneste o de Caeques (Caecas) company mític d'Enees. Van utilitzar els cognoms Bassus, Denter, Metellus, Niger, Pinna, i Rufus. De tots ells, els Metellus són els més coneguts.
Personatges de la gens Cecília sense cap cognom especial, van ser:
- Quint Cecili va ser tribú de la plebs el 439 aC.[2]
- Quint Cecili, cavaller romà.
- Quint Cecili, cavaller romà.
- Tit Cecili, centurió.